# Kampanjen mot andlig förorening
Kampanjen mot andlig förorening var en kinesisk politisk kampanj som varade mellan oktober 1983 och februari 1984, påbörjad av fraktioner inom Kinas kommunistparti som fruktade att liberala västerländska idéer fått fäste bland den kinesiska befolkning som ett resultat av den dåvarande öppna dörrens politik. Kampanjen sägs ha nått sitt klimax runt 1983 och sedan dött undan mot det nya året.